# Humanists UK
Humanists UK est une organisation britannique qui milite pour l'humanisme et représente « les personnes qui souhaitent avoir une vie agréable sans croyances issues des religions ou des superstitions ». De  1967 à mai 2017, elle était connue sous le nom de British Humanist Association. Elle a été fondée en 1896 par le militant américano-britannique Stanton Coit sous la forme de l'Union of Ethical Societies, dans la mouvance du Mouvement Éthique (en) de l'époque.
Elle est caractérisée par son sécularisme, sa défense des Droits de l'homme, de la démocratie, de l'égalitarisme et le respect mutuel entre individus. Elle travaille à la construction d'une société ouverte et défend la liberté de culte et de parole, la fin de la position législative privilégiée des groupes religieux, ainsi qu'une éducation et une télévision sans influence religieuse.
L'organisation est, en 2012, forte de 28 000 membres, essentiellement en Grande-Bretagne. 
Elle est membre de l'International Humanist and Ethical Union et de l'European Humanist Federation. 